# L'Islet
L'Islet är en kommun i provinsen Québec i Kanada. Den ligger i regionen Chaudière-Appalaches, i den sydöstra delen av landet, 400 km öster om huvudstaden Ottawa. Kommunen bildades 2000 genom sammanslagning av staden med samma namn med bykommunen L'Islet-sur-Mer och socknen Saint-Eugène, de första månaderna under namnet L'Islet-sur-Mer–Saint-Eugène–L'Islet.